# Mid-Hudson Bridge
Die Mid-Hudson Bridge ist eine Straßenbrücke, die Poughkeepsie im US-Bundesstaat New York mit dem Ulster County auf der westlichen Seite des Hudson River verbindet und die U.S. Highways 44 und 55 über den Fluss führt.

## Lage, Name
Als 1923 der Bau der Mid-Hudson Bridge beschlossen wurde, waren zwar die Bear Mountain Bridge und der Holland Tunnel schon im Bau, aber es gab südlich von Albany nur die Poughkeepsie Bridge, eine Eisenbahnbrücke, aber keine Straßenbrücke über den Hudson River. Die zukünftige Brücke sollte auf halbem Wege zwischen Albany und der Mündung des Hudson in New York City liegen, rund 870 m unterhalb der Poughkeepsie Bridge.
Seit 1994 lautet ihr offizieller Name Franklin D. Roosevelt Mid-Hudson Bridge nach Präsident Franklin D. Roosevelt, der als Gouverneur von New York und Einwohner von Poughkeepsie zusammen mit seiner Frau Eleanor am 25. August 1930 die Brücke eröffnet hatte.

## Beschreibung
Die Mid-Hudson Bridge ist eine Hängebrücke mit ursprünglich zwei Fahrstreifen, die 1988 zu drei Fahrstreifen umgestaltet wurden, wobei der mittlere Streifen normalerweise geschlossen ist, während der Rush Hour aber in wechselnder Richtung dem jeweils stärkeren Verkehr dient. Auf der der Poughkeepsie Bridge zugewandten nördlichen Seite wurde ein Fußgängerweg außen an die Brücke angebaut.
Das Brückenbauwerk wurde von Ralph Modjeski entworfen. Es ist zwischen den Ankerblöcken 914,4 m (3000 ft) lang; die Spannweite zwischen den im Fluss stehenden Pylonen beträgt 457,2 m (1500 ft). Die Brücke hat eine lichte Höhe von 41,1 m (135 ft) über MHW, ein Höhenmaß, das ursprünglich von der Brooklyn Bridge gesetzt wurde und seitdem für die meisten Brücken im weiteren Umkreis gilt.
Die schlanken stählernen Pylone zeichnen sich durch ihre der damaligen Zeit entsprechende neugotische Formgebung aus. Die Stiele sind durch seitlich angeordnete Strebepfeiler verstärkt, die erst weit über dem Fahrbahnträger mit den Stielen verschmelzen. Die Übergänge zwischen den Stielen und den Querversteifungen aus horizontalen und diagonalen Stahlträgern wurden abgerundet, um ein gefälligeres Aussehen zu erreichen. Zwischen den obersten Querversteifungen wurde ein Lattenfachwerk eingebaut, das eher dem Aussehen als konstruktiven Erfordernissen dient. Die Pylone sind 96 m (315 ft) hoch und stehen auf mit Granit verkleideten Betonfundamenten, die mit Hilfe von Caissons auf dem Felsboden unter dem Flussbett gegründet wurden. Einer der Caissons geriet beim Absenken aus dem Lot; es dauerte zwei Jahre, bis er wieder aufgerichtet war, was die scheinbar lange Bauzeit erklärt.
Der Fahrbahnträger besteht aus einem nach oben offenen, stählernen Fachwerktrog, in dem die 11 m (36 ft) breite Fahrbahn zwischen den hohen Fachwerkträgern angeordnet ist. Die beiden 40,6 cm starken Tragkabel verlaufen oberhalb der Fachwerkträger. Sie bestehen jeweils aus 6080 einzelnen Drähten, die im Luftspinnverfahren zu Paralleldrahtseilen verarbeitet wurden.
1983 wurde die Mid-Hudson Bridge von der American Society of Civil Engineers zum New York State Historic Civil Engineering Landmark erklärt.